# Horno de mampostería

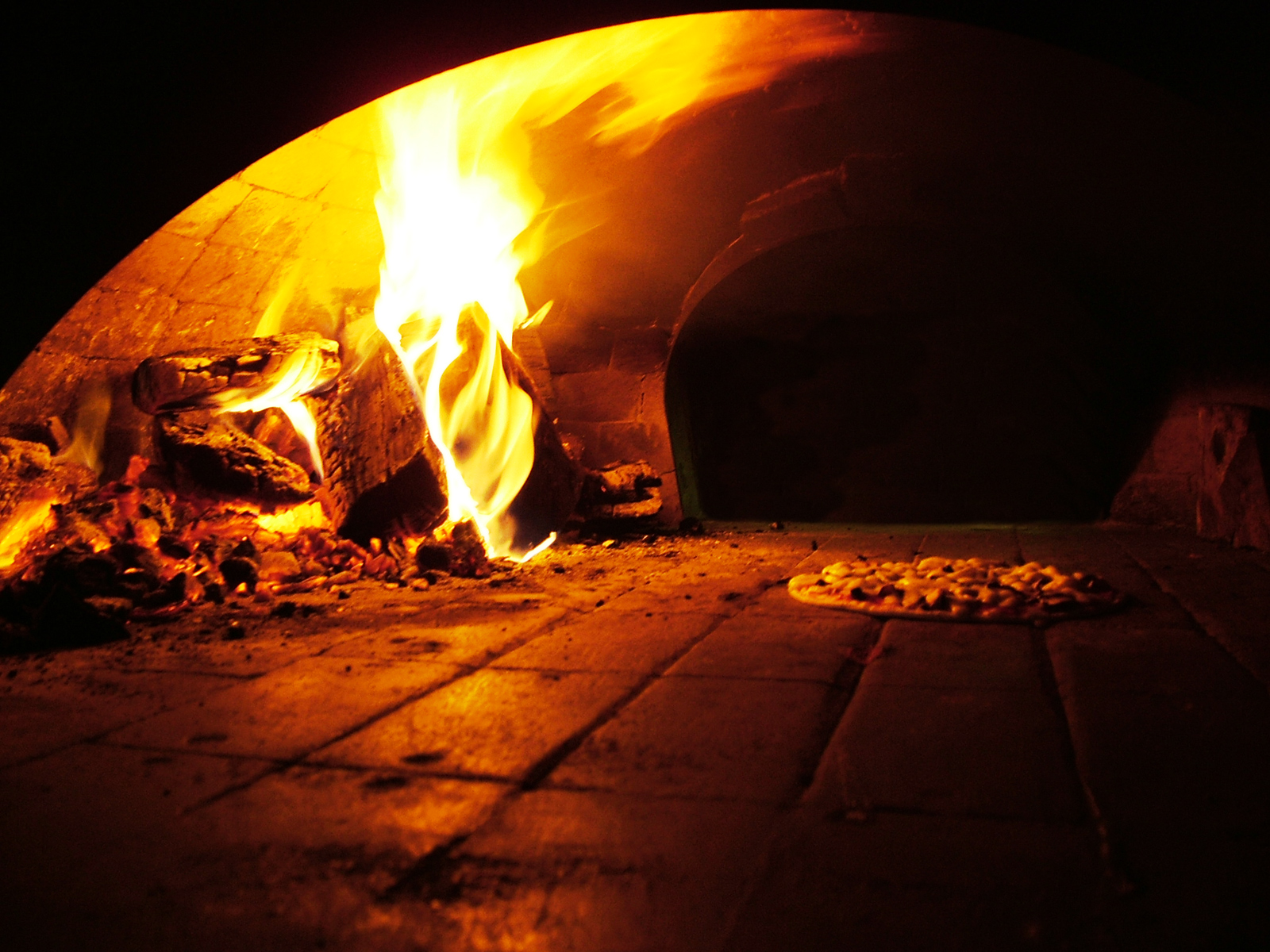
Horno de ladrillos alimentado con leña. Tanto la brasa como el objeto a hornear pueden trasladarse dentro del horno para perfeccionar el horneado.

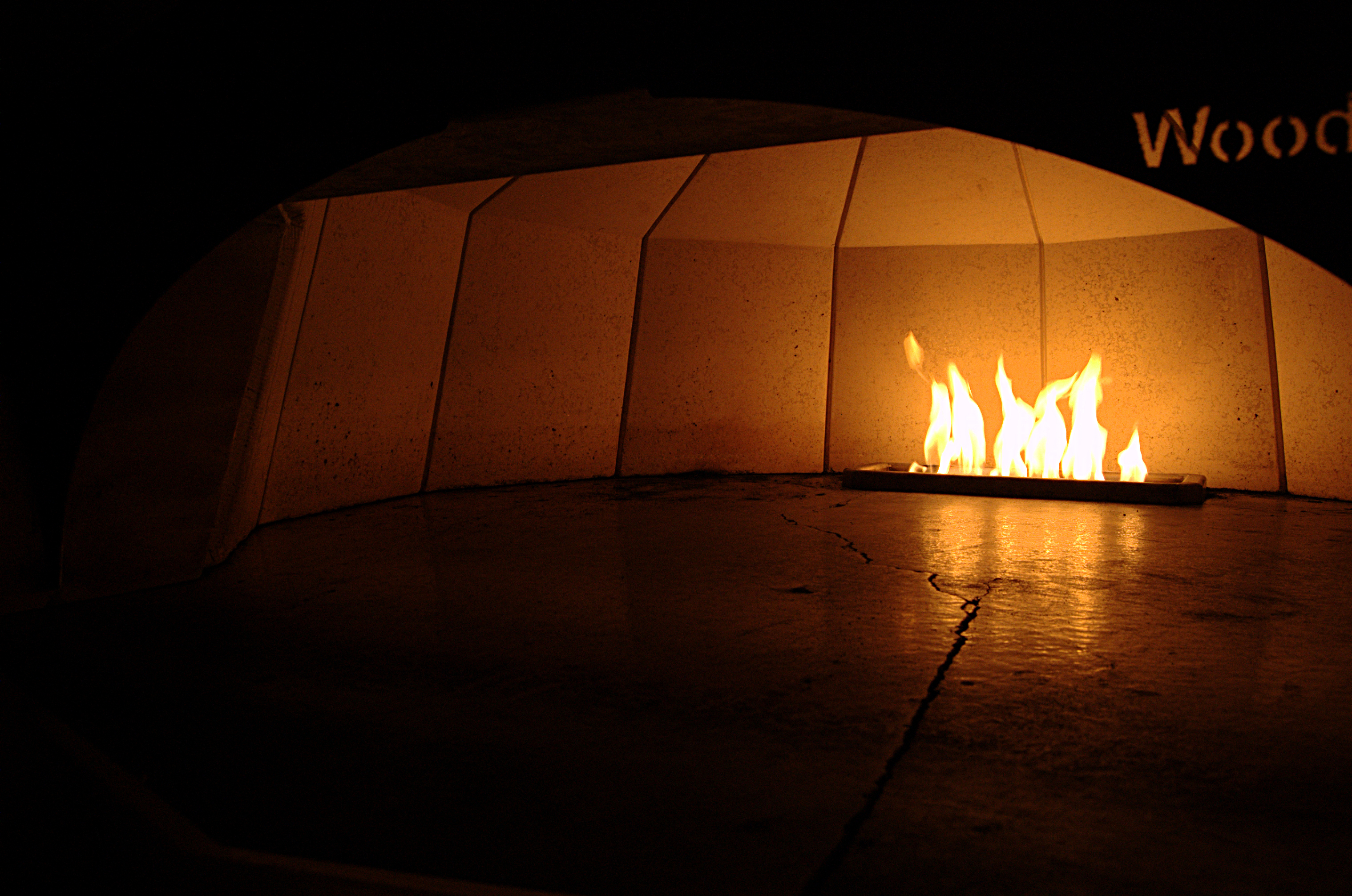
Moderno horno de gas de mampostería utilizado en un restaurante.

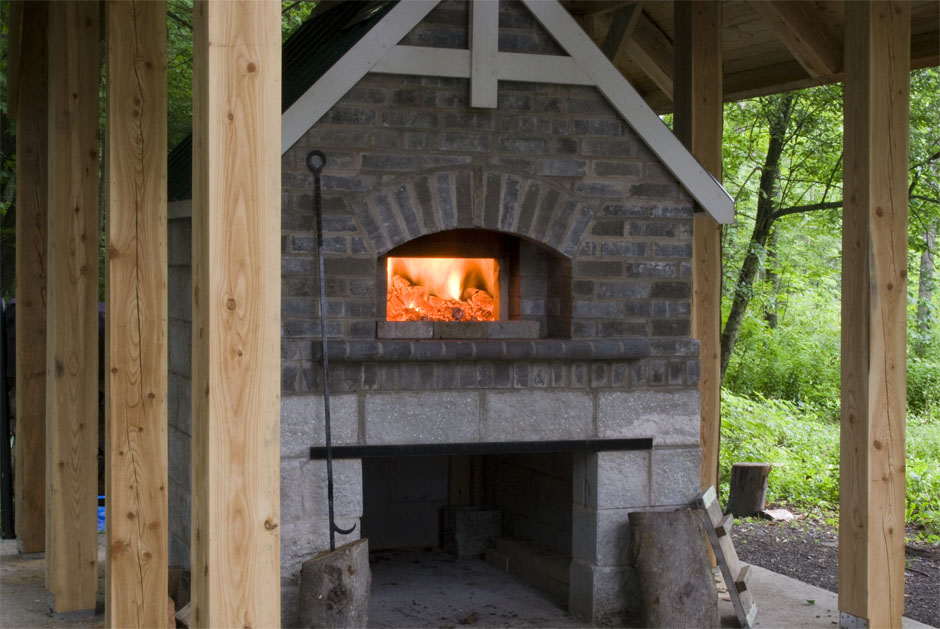
Horno de leña de mampostería, durante la etapa de cocción (calentamiento).

Un horno de mampostería, pero también horno de ladrillo u horno de piedra, es un horno formado por una cámara de cocción de ladrillo refractario, hormigón, piedra, arcilla (horno de barro) o cob (horno de cob). 
Aunque tradicionalmente se alimentaban con leña, en el siglo XIX eran comunes los hornos de carbón, y los hornos de mampostería modernos suelen alimentarse con gas natural o incluso electricidad. Los hornos de mampostería modernos se asocian estrechamente con los panes y pasteles artesanos, las pizzas o los asados, pero en el pasado se utilizaban para cualquier tarea culinaria que implicara horneado. Los hornos de mampostería son construidos por albañiles.

## Orígenes e historia
Los humanos construyeron hornos de mampostería mucho antes de empezar a escribir. El proceso comenzó tan pronto como nuestros antepasados empezaron a utilizar el fuego para cocinar sus alimentos, probablemente asándolos sobre llamas vivas o brasas. Sin embargo, las grandes raíces feculentas y otros alimentos de cocción lenta se cocinaban mejor cuando se enterraban entre cenizas calientes y, a veces, se cubrían con piedras calientes y/o más ceniza caliente. Con grandes cantidades podían cocinarse en un horno de tierra: un agujero en el suelo, precalentado con un gran fuego y calentado con piedras calientes.
Muchas de estas prácticas continúan hoy en día, y también aparecen en los registros arqueológicos, pero los hornos de mampostería como los que conocemos ahora sólo aparecen con el inicio de la agricultura de cereales, es decir, el pan (y la cerveza, que es la fuente probable de la levadura utilizada para hacer crecer el primer pan). Los antiguos egipcios dejaron dibujos de panaderos que ponían la masa sobre una roca caliente y la cubrían con una olla de barro caliente: el primer "verdadero" horno. Con el tiempo, los hornos de una sola hogaza de pan crecieron lo suficiente como para poder cocer varias hogazas al tiempo, y las prácticas de construcción pasaron de los hoyos en el suelo a las vasijas de arcilla y después a las bóvedas y cúpulas de ladrillo y/o roca.
Los árabes de los Estados Árabes del Golfo Pérsico utilizan hornos de mampostería para preparar el tradicional pan jubz.
En India y Pakistán, los hornos tandur son tradicionalmente de barro, aunque hoy en día existen modernos tandur eléctricos para cocinar u hornear. El tandur abierto es un diseño de transición entre el horno de tierra y el horno de mampostería de planta romana. En la América precolombina, hornos similares solían ser de barro o adobe. Los hornos también son tradicionales en el suroeste de Estados Unidos.
El diseño tradicional de mampostería con fuego directo suele denominarse "horno romano" u "horno negro" y se le conoce en la cultura occidental desde, al menos, la República romana. Se le conoce como horno negro porque el fuego genera hollín en el techo del horno. Los hornos negros solían construirse para dar servicio a comunidades enteras (compárese con los hornos banales de Francia u hornos comunitarios en España y Portugal, que solían ser propiedad del gobierno local y cuyos operarios cobraban una tarifa a los usuarios del horno). Este tipo de hornos se popularizaron en América durante la época colonial. Su uso está muy extendido en panaderías, pastelerías y pizzerías artesanales, restaurantes que ofrecen pizzas y platos al horno, y cada vez más, como pequeños hornos de patio o domésticos.
Los llamados "hornos blancos" son un desarrollo posterior, y se calientan desde el exterior de la mampostería de manera que la llama y el hollín nunca tocan las paredes interiores del horno - son más comunes como características accesorias de la llamada estufa de cerámica. En Francia, un diseño de compromiso conocido como "gueulard" combina aspectos de los modelos de calentamiento interno y externo.

## Eficiencia y uso
Los hornos de mampostería siguen siendo populares en parte por la forma en que su uso afecta al proceso de cocinado y al sabor de los alimentos. Mientras que los hornos eléctricos o de gas modernos cocinan los alimentos moviendo el aire caliente dentro de un espacio ligero y aislado, un horno de mampostería absorbe el calor, como una batería que se carga completamente. Cuando está caliente, las pesadas paredes del horno liberan el calor lentamente, durante horas. Así, los alimentos se cocinan no sólo por el aire caliente, sino también por el calor radiante de la densa mampostería caliente y, especialmente en el caso del pan y la pizza, por el calor conducido directamente a los alimentos desde los ladrillos calientes del suelo (los panaderos llaman "resorte del horno" a la acción ascendente añadida resultante del pan). Una atmósfera sobrecargada de vapor produce una corteza más sabrosa y masticable (véase la reacción de Maillard); también mantiene otros alimentos húmedos y tiernos. La triple combinación de calor radiante, conductivo y convectivo también acelera el cocinado.
Los hornos de mampostería de leña son obligatorios para la producción de la auténtica pizza napolitana.